# Lincoln Younes
Lincoln Younes (Bendigo, Victoria; 31 de enero de 1992) es un actor australiano, más conocido por haber interpretado a Romeo Kovac en la serie Tangle y a Casey Braxton en Home and Away.

## Biografía
Lincoln creció en Gosford, Canberra y Bendigo, tiene un hermano menor. Más tarde se mudó a Melbourne y fue aceptado en el curso "A Young Actor’s Studio" cada fin de semana durante un año, en la prestigiosa escuela de teatro National Institute of Dramatic Art NIDA. 
Durante su último año en la secundaria Lincoln se centró en el estudio y comenzó una licenciatura en artes y derecho en la Universidad de Melbourne, sin embargo después de seis meses decidió aplazar sus estudios para viajar a Londres. En el 2012 Lincoln fue diagnosticado con fiebre glandular.
Es muy buen amigo de los actores Steve Peacocke, Dan Ewing y Todd Lasance, Luke Mitchell, Charles Cottier y Adam Demos.
En el 2012 comenzó a salir con la actriz Amy Ruffle, sin embargo la relación terminó en 2017.

## Carrera
En 2009 se unió al elenco de la serie Tangle donde interpretó a Romeo Novak, el hijo del constructor Vince y de la ama de casa Amy Nokac hasta el final de la serie en 2012. Ese mismo año apareció como invitado en un episodio de la serie policíaca Blue Heelers y en la película Locker.
En 2010 obtuvo un pequeño papel en la película The Wedding Party donde interpretó a Todd.
El 16 de febrero de 2011 se unió al elenco de la aclamada y exitosa serie australiana Home and Away, donde interpretó a Casey Braxton, quien llega a la bahía junto a sus dos hermanos mayores, Darryl y Heath; hasta el 16 de septiembre de 2014, luego de que su personaje muriera después de recibir un disparo por parte de Jake Pirovic.
En 2015 se unióal elenco principal de la miniserie Hiding donde da vida a Mitchell "Mitch" Swift, un joven que debe dejar su vida atrás luego de que su padre testificara en contra de su antiguo jefe del crimen y su familia se viera forzada a entrar a protección a testigos.
Ese mismo año se unió al elenco de la segunda temporada de la serie dramática Love Child donde interpreta a Chris Vesty, el hijo biológico de la matrona del hospital Frances Bolton (Mandy McElhinney). Papel interpretado por el actor Hugo Johnstone-Burt en el séptimo episodio de la primera temporada en 2014.

## Filmografía

### Series de televisión
| Año         | Serie         | Personaje                             | Notas                      |
| ----------- | ------------- | ------------------------------------- | -------------------------- |
| 2018        | Dead Lucky    | Lincoln Tassoni                       | 4 episodios                |
| 2015 - 2016 | Love Child    | Chris Vesty                           | 17 episodios               |
| 2015        | Hiding        | Mitchell "Mitch" Swift/Mitchell Quigg | 8 episodios - miniserie    |
| 2011 - 2014 | Home and Away | Casey Braxton                         | 570 episodios              |
| 2009 - 2012 | Tangle        | Romeo Novak                           | 22 episodios               |
| 2009        | City Homicide | Tyler Drew                            | episodio "The First Stone" |
| 2019        | Grand Hotel   | Danny Garibaldi                       | 13 episodios               |

### Películas
| Año  | Título            | Personaje | Notas |
| ---- | ----------------- | --------- | --- |
| 2016 | Down Under        | Hassim    | junto a Ryan O'Kane, Alexander England, Damon Herriman, Justin Rosniak, Harriet Dyer, David Field y Marshall Napier |
| 2010 | The Wedding Party | Todd      | junto a Nikolai Nikolaeff, Josh Lawson e Isabel Lucas                                                               |
| 2009 | Locker            | Tim Kelly | junto a Jeremy Kewley y Josh Geary                                                                                  |

### Teatro
| Año  | Obra                | Personaje         | Director | Teatro                             |
| ---- | ------------------- | ----------------- | -------- | ---------------------------------- |
| 2008 | Les Miserables      | Grantaire/Foreman | -        | National Institute of Dramatic Art |
| 2007 | Annie               | Oliver Warbucks   | -        | -                                  |
| 2006 | Peter Pan, In Japan | -                 | -        | -                                  |

## Premios y nominaciones
| Año  | Categoría                                     | Premio                          | Serie         | Resultado |
| ---- | --------------------------------------------- | ------------------------------- | ------------- | --------- |
| 2014 | Best Daytime Star                             | Inside Soap Award               | Home and Away | Ganador   |
| 2013 | Most Outstanding Performance by an Actor–Male | ASTRA Award                     | Tangle        | Ganador   |
| 2013 | Most Eligible Cleo Bachelor                   | Cleo Bachelor of the Year Award | -             | Nominado  |